# 75555 Wonaszek
75555 Wonaszek è un asteroide della fascia principale. Scoperto nel 1999, presenta un'orbita caratterizzata da un semiasse maggiore pari a 2,4667918 UA e da un'eccentricità di 0,0907163, inclinata di 6,35729° rispetto all'eclittica.